# Henchir El Menafa
Henchir El Menafa és un fortí amb qualificació de jaciment arqueològic de la governació de Médenine, delegació de Ben Guerdane, prop de la vila de Chahbania, a uns 20 km al sud-est de Médenine, en una zona amb nombrosos henchir.